# Мурань (Румунія)
Мурань, Мурані (рум. Murani) — село у повіті Тіміш в Румунії. Входить до складу комуни Пішкія.
Село розташоване на відстані 410 км на північний захід від Бухареста, 19 км на північ від Тімішоари.

## Населення
За даними перепису населення 2002 року у селі проживали 582 особи.
Національний склад населення села:
| Національність | Кількість осіб | Відсоток |
| -------------- | -------------- | -------- |
| румуни         | 563            | 96,7%    |
| угорці         | 9              | 1,5%     |
| українці       | 5              | 0,9%     |

Рідною мовою назвали:
| Мова       | Кількість осіб | Відсоток |
| ---------- | -------------- | -------- |
| румунська  | 565            | 97,1%    |
| угорська   | 8              | 1,4%     |
| українська | 5              | 0,9%     |